# Паравыхадуттэ
Паравыхадуттэ (устар. Паровы-Хадуттэ) — река в России, протекает по Ямало-Ненецкому АО. Впадает слева в протоку Тоясё реки Пур. Длина реки составляет 102 км.

## Притоки
- 16 км: Паравыяха(лв)
- 73 км: Мораяха (пр)

## Данные водного реестра
По данным государственного водного реестра России относится к Нижнеобскому бассейновому округу, водохозяйственный участок реки — Пур, речной подбассейн реки — подбассейн отсутствует. Речной бассейн реки — Пур.
Код объекта в государственном водном реестре — 15040000112115300062491.